# Ferrovie Elettriche Biellesi
La Ferrovie Elettriche Biellesi (acronimo FEB), conosciuta anche come "Ferrovie Economiche Biellesi", era una società di trasporto locale nata alla fine del XIX secolo a servizio dell'area biellese, in Piemonte.

## Storia
L'impulso per la costruzione di una rete di ferrovie a scartamento ridotto nella zona di Biella risale al 1879, quando il cotonificio Fratelli Poma fu Pietro, insieme alla società belga Société Générale des Chemins de Fer Economiques, progettò due linee tranviarie a vapore per collegare Biella con i propri stabilimenti di Miagliano e Occhieppo Inferiore: la Biella-Sagliano Micca e la Cossato-Strona, concesse alla società belga con regio decreto n° 929 del 18 luglio 1882.
Con regio decreto n° 6597 dell'8 novembre 1889 la concessione delle due tranvie fu rescissa e furono contestualmente concesse le ferrovie a scartamento ridotto Biella-Sagliano-Balma, Biella-Cossato-Vallemosso e Biella-Occhieppo-Mongrando.
La Societé Générale des Chemins de Fer Économiques costruì e gestì le tre ferrovie (inaugurate il 31 dicembre 1891) a scartamento ridotto 950 mm e trazione a vapore fino al 1923, quando la rete fu ceduta alla Società Anonima Ferrovie Elettriche Biellesi, costituitasi con lo scopo di elettrificare le ferrovie Biella-Balma e Biella-Vallemosso. L'elettrificazione delle linee, a corrente continua a 2.400 Volt , avvenne nell'ottobre 1924 con ottimi risultati dal punto di vista dei passeggeri trasportati, raddoppiati tra il 1924 e il 1925. Nel 1928 alla FEB fu concessa la ferrovia elettrica Cossato-Masserano, aperta all'esercizio il 15 marzo 1930.
La Società nel 1943 assorbì la Società Anonima Tramvie Vercellesi (SATV), concessionaria della tranvia Vercelli-Trino, della quale la FEB aveva sin dal 1926 acquisito il pacchetto azionario. Con atto del 10 novembre 1954 (avente effetti dal 15 gennaio 1955) la FEB incorporò la SABOTE, concessionaria della tranvia Biella-Oropa, e altre società di trasporti pubblici del biellese e del vercellese cambiando pochi mesi dopo (17 febbraio 1955) denominazione in Azienda Trasporti Autoferrotranviari (ATA): la nuova società nel 1958 scelse di dismettere le sue linee ferrotramviarie preferendo istituire autoservizi su strada sugli stessi percorsi.

## Linee esercite
- Ferrovia Biella-Balma, anno costruzione 1891; anno soppressione 1958
- Ferrovia Biella-Cossato-Vallemosso con diramazione Cossato-Masseranoanno, costruzione 1891; anno soppressione 1958
- Tranvia Vercelli-Trino, anno costruzione 1878; rilevata nel 1943 con l'assorbimento della SATV; anno soppressione 1949

## Materiale rotabile
Il parco rotabili FEB risultava composto nel 1936 da:
- nove elettromotrici;
- due locomotori ad accumulatori;
- quattordici rimorchiate a due assi;
- quattro rimorchiate a carrelli;
- 107 carri merce.